# Aligot becgròs
L'aligot becgròs (Rupornis magnirostris) és una espècie d'ocell de la família dels accipítrids (Accipitridae). Habita el bosc poc dens, sabana i praderia de la zona neotropical, des de Jalisco i Tamaulipas cap al sud, a través d'Amèrica Central i del Sud fins a l'oest i est de l'Equador, est del Perú, Bolívia, sud del Brasil, el Paraguai, l'Uruguai i nord de l'Argentina. El seu estat de conservació es considera de risc mínim.
Tradicionalment inclòs al gènere Buteo, avui es considera l'única espècie del gènere Rupornis.